# Christian Felber
Christian Felber (Salzburgo, 9 de diciembre de 1972) es un profesor universitario de economía austríaco; bailarín, escritor y divulgador en materias de economía y sociología. Es especialista en economía sostenible y alternativas para los mercados financieros. Ha desarrollado un nuevo modelo internacional económico denominado Economía del bien común (Gemeinwohl-Ökonomie). Es miembro fundador del movimiento de justicia global Attac en Austria e iniciador de la denominada Banca democrática.

## Datos biográficos y actividades
Felber estudió en Viena y Madrid Filología Románica, español y ciencias políticas principalmente, así como psicología y la sociología. Se graduó en 1996 con una maestría en Filología Románica. Desde entonces ha trabajado como escritor independiente. Felber fue cofundador de Attac en Austria, fue miembro de la junta directiva entre el año 2000 y 2003, portavoz de prensa entre el 2000 y 2004, y portavoz desde el año 2010. Desde el otoño de 2008 es profesor de economía de la Universidad de Viena (Wirtschaftsuniversität Wien).
El 31 de octubre de 2008 (Día de la Reforma Protestante) junto a Frank Crüsemann, Ulrich Duchrow, Heino Falcke, Kuno Füssel, Detlef Hensche, Siegfried Katterle, Arne Manzeschke, Silke Niemeyer, Franz Segbers, Ton Veerkamp y Karl Georg Zinn fueron los primeros signatarios de la Frieden mit dem Kapital? Ein Aufruf wider die Anpassung der evangelischen Kirche an die Macht der Wirtschaft. ("¿En paz con el Capital? Un llamamiento contra la regularización de la Iglesia Evangélica y el poder de la Economía)
En 2009 cofundó Bewegungsstiftung Österreich (ria), y en 2010 inició el proyecto Banca Democrática. Junto a un grupo de empresarios Felber desarrolló el modelo conocido como Economía del Bien Común o Economía del bienestar público, como una alternativa teórica al capitalismo de mercado y a la economía planificada.
En 2010 la revista Lifestyle nominó a Felber comunicador del año en su convocatoria anual de representantes de la sociedad civil en economía sostenible junto con la Asociación Austriaca de Relaciones Públicas. 
Christian Felber es bailarín de danza contemporánea desde 2004, actividad que compatibiliza con la de profesor y divulgador de la teoría de la Economía del Bien Común.

## Economía del Bien Común
El modelo conocido como Economía del Bien Común es presentado por Christian Felber, como una alternativa teórica al capitalismo de mercado y a la economía planificada. Aunque el modelo parte de unos criterios generales es un modelo abierto que se debe ir construyendo entre todos.

### Principios generales
Según indica la Constitución de Baviera en su artículo 151:

Toda actividad económica sirve al bien común.

Por tanto el objetivo es adaptar la economía real capitalista (donde priman valores como el afán de lucro y la competencia) a los principios constitucionales que recoge, entre otras, la Constitución de Baviera.
La economía del bien común se debe regir por una serie de principios básicos que representan valores humanos: confianza, honestidad, responsabilidad, cooperación, solidaridad y generosidad, entre otros.
Para los defensores de la economía del bien común aquellas empresas que les guíen esos principios y valores deben obtener ventajas legales que les permitan sobrevivir a los valores del lucro y la competencia actuales.
En la economía real actual el éxito económico se mide con valores o indicadores monetarios: producto interior bruto, beneficios que dejan fuera a los seres humanos y al medio en el que vivimos. Estos indicadores no nos dicen nada sobre si hay guerra, se vive en una dictadura, si sobreexplotamos el medio, etc. De la misma manera una empresa que tenga beneficios no nos indica nada sobre las condiciones de sus trabajadores ni sobre lo que produce ni cómo lo produce.
El balance del bien común mide como una empresa vive: la dignidad humana, la solidaridad, la justicia social, la sostenibilidad ecológica, la democracia con todos sus proveedores y clientes.
Finalmente, la evaluación de esos valores podrá permitir al consumidor escoger los productos.
Además plantean un límite a la propiedad privada y a la herencia.

### Implantación del modelo
La implantación del modelo teórico se inició en octubre de 2010 con un grupo de empresas que participan activamente cumpliendo voluntariamente los requisitos de la economía del bien común. El grupo se ha convertido en un movimiento político que presiona al gobierno para que los principios teóricos se plasmen definitivamente en leyes.

## Publicaciones (selección)
- 2018 - Por un comercio mundial ético, ISBN 978-84-234-2910-3
- 2012 - La economía del bien común, ISBN 978-84-234-1280-8
- 2011 - L'Economie citoyenne : un mouvement a vu le jour, Actes Sud, ISBN 978-2-7427-9698-4
- 2010 - Die Gemeinwohl-Ökonomie – Das Wirtschaftsmodell der Zukunft, ISBN 978-3-552-06137-8
- 2009 - Kooperation statt Konkurrenz – 10 Schritte aus der Krise, ISBN 978-3-552-06111-8
- 2009 - Als Herausgeber: Wir bauen Europa neu – Wer baut mit? Alternativen für eine demokratische, soziale, ökologische und friedliche EU, ISBN 978-3-701-73129-9
- 2008 - Neue Werte für die Wirtschaft – Eine Alternative zu Kommunismus und Kapitalismus, ISBN 978-3-552-06072-2
- 2006 - 50 Vorschläge für eine gerechtere Welt – Gegen Konzernmacht und Kapitalismus, ISBN 3-552-06032-4
- 2006 - Das kritische EU-Buch – Warum wir ein anderes Europa brauchen, ISBN 3-552-06032-4
- 2003 - Schwarzbuch Privatisierung – Wasser, Schulen, Krankenhäuser – was opfern wir dem freien Markt? (zusammen mit Michel Reimon), ISBN 38-000-399-66
- 1999 - Von Fischen und Pfeilen – Poesie zum Anfassen, ISBN 3-85273-072-4